# ヴァル・マジーノ
ヴァル・マジーノ（伊: Val Masino）は、イタリア共和国ロンバルディア州ソンドリオ県にある、人口約900人の基礎自治体（コムーネ）。

## 地理

### 位置・広がり
ソンドリオ県西部のコムーネ。モルベーニョから北北東へ10km、県都ソンドリオから西北西へ19km、州都ミラノから北北東へ90kmの距離にある。

#### 隣接コムーネ
隣接するコムーネは以下の通り。CH-GRはスイス・グラウビュンデン州所属を示す。
- アルデンノ
- Bregaglia (CH-GR)
- ブーリオ・イン・モンテ
- キエーザ・イン・ヴァルマレンコ
- チーヴォ
- ノヴァーテ・メッツォーラ

### 地震分類
イタリアの地震リスク階級 (it) では、3 に分類される
。

## 行政

### 山岳部共同体
広域行政組織である山岳部共同体「ヴァルテッリーナ・ディ・モルベーニョ山岳部共同体」 (it:Comunità montana della Valtellina di Morbegno) （事務所所在地: モルベーニョ）を構成するコムーネの一つである。

### 分離集落
ヴァル・マジーノには、以下の分離集落（フラツィオーネ）がある。
- Bagni del Masino, Case Sparse, Cataeggio (sede comunale), Filorera, Piana, San Martino, Visido di Fuori